# Nagai Kafū
Kafū Nagai (荷風 永井, pseudonimo di Sōkichi Nagai; 3 dicembre 1879 – 30 aprile 1959) è stato uno scrittore giapponese.
Figlio primogenito di un burocrate di origine samurai, di condizione benestante, riuscì, grazie ai buoni uffici paterni, a viaggiare a lungo all'estero: negli Stati Uniti, in Francia e Inghilterra. Con la restaurazione Meiji, l'occidentalizzazione del Giappone procedeva a tappe forzate e quindi, nei suoi viaggi, Kafū andò direttamente alla fonte della cultura che tanto stava influenzando il suo paese. La nazione che attirò maggiormente il suo interesse fu la Francia dove soggiornò a lungo con permanenze di molti mesi a Lione e Parigi. 
Quando il padre lo richiamò in patria, obbedì assai a malincuore. È in questo periodo che si forma nella sua mente un nucleo di pensiero antiautoritario e soprattutto antimilitarista che verrà poi trasfuso in tutta la sua opera. Un altro elemento dominante della sua personalità è la sua strutturale avversione per una vita sentimentale regolata. Condusse costantemente una vita da libertino raffinato ed estetizzante, rifacendosi alla più pura tradizione dei bunjin, cioè degli intellettuali legati al “mondo fluttuante”, ai quartieri dei piaceri. 
Dopo il suo ritorno dalla Francia pubblicò Furansu monogatari (Storie francesi, 1909) in cui descrive minuziosamente le sensazioni che la Francia della belle époque aveva suscitato nel suo animo. Con le opere successive: Shinkichōsa nikki (Diario di uno che è appena tornato, 1909) e Kōicha no ato (Dopo il tè, 1911), esamina in modo critico l'occidentalizzazione della vita giapponese che investiva in modo globale i gusti artistici, l'abbigliamento, l'architettura, ogni aspetto della vita, sottoponendo a un trauma generalizzato l'intera nazione. Per reazione si rifugiò nella riscoperta della cultura del periodo Edo. Sono di questo periodo Udekurabe (Prova di forza, 1916) e Okamezasa (Bambù nano, 1918), opere ambientate nel “mondo dei fiori e dei salici” cioè nei quartieri delle geisha e delle prostitute.
Kafū visse un'esistenza individualista in cui non esisteva soluzione di continuità fra i suoi criteri estetici e artistici e la vita reale. Ripetutamente dichiaratosi avverso a rapporti convenzionali, si sposò una prima volta nel 1912 e divorziò poco dopo. Si risposò nel 1914 dopo la scomparsa del padre avvenuta nel 1913. Nel 1915 seguì un nuovo divorzio.
Con l'approssimarsi della guerra che fu la logica conclusione di un parossismo militarista, nazionalista ed espansionista, Kafū si richiuse ancora di più nel suo mondo marginale. Nel 1947 scrive Risai nichiroku (Resoconto di un disastro) in cui, con notevole coraggio, stigmatizza la terribile avventura bellica, il che costituisce un elemento assolutamente singolare nel mondo letterario dell'epoca.
Kafū fu autore di saggi, romanzi, diari e opere teatrali. La sua vasta produzione è assai poco conosciuta in occidente. Insieme a Sōseki e a Ōgai è uno dei più grandi scrittori del periodo che vide nascere e svilupparsi l'opera di rinnovamento che il Giappone visse in seguito alla restaurazione Meiji.

## Opere
- Storie americane (Amerika monogatari アメリカ物語), 1908
- Storie francesi (Furansu monogatari フランス物語), 1909
- Prova di forza (Udekurabe 腕くらべ), 1916
- Rivalità. Ricordi di una geisha (腕くらべ, Ude kurabe), 1916-1917, Elliot 2018
- Bambù nano (Okamezasa おかめ笹), 1918
- Una strana storia al di là del Sumida (Bokutō Kitan 濹東綺譚), 1937
- Diari (Danchōtei Nichijō 断腸亭日乗), 1917-1959

In traduzione italiana
- Al giardino delle peonie e altri racconti, Marsilio 1989